# Millville (Massachusetts)
Millville è un comune degli Stati Uniti d'America facente parte della contea di Worcester nello stato del Massachusetts.